# Lautenbach (Valle del Rench)
Lautenbach es un municipio alemán en el distrito de Ortenau, Baden-Wurtemberg. Está ubicado en el valle del río Rench en la Selva Negra Central.

## Puntos de interés
- Ruina del castillo de Neuenstein a una altitud de 460 m s. n. m.[3]
- Iglesia de peregrinación de Santa María la Coronada (Mariä Krönung)[4]